# Amable Liñán Martínez
Amable Liñán Martínez (Noceda, Castrillo de Cabrera, León Castella i Lleó, Espanya 1934) és un enginyer espanyol, una autoritat mundial en el camp de la combustió.

## Biografia
Nascut el mes de novembre de 1934 a la població lleonesa de Noceda, va doctorar-se en enginyeria aeronàutica.
Actualment és catedràtic de mecànica de fluids a l'Escola Tècnica Superior d'Enginyers Aeronàutics de Madrid, de la Universitat Politècnica de Madrid (adscrit al departament de Motorpropulsió i Termofluidodinàmica d'aquesta escola). Ha estat professor a les universitats de Califòrnia, Michigan i Princeton als Estats Units i en la de Marsella a França, entre d'altres. Des de 1997 és professor adjunt en la Universitat Yale.
Ha centrat els seus estudis de recerca al voltant dels problemes bàsics de la combustió, tant de reactors com de dinàmica de sondes planetàries, en aquest últim cas treballant directament per la NASA i l'Agència Espacial Europea. Així mateix, els seus treballs d'aplicació de les matemàtiques als problemes de la combustió han estat considerats pioners en el món, fins al punt que les cartes de presentació i suport de la seva candidatura, arribades d'universitats i centres d'investigació de diversos països, no dubten en considerar-lo com el màxim teòric mundial.
Autor de diversos llibres i treballs científics divulgatius el 1993 fou guardonat amb el Premi Príncep d'Astúries d'Investigació Científica i Tècnica.
El 1989 va ser escollit acadèmic de la Reial Acadèmia de Ciències Exactes, Físiques i Naturals. També és membre de la Reial Acadèmia d'Enginyeria d'Espanya, França i Mèxic. A més, és membre del consell científic de l'institut IMDEA Energia. En 2007 va rebre el Premi d'Investigació "Miguel Catalán" de la Comunitat de Madrid.

## Obres
- Fundamental Aspects of Combustion (Oxford University Press, 1993).